# 박민우 (작사가)
박민우는 대한민국의 작사가이다. 

## 대표곡
- KCM - 사랑한단 말을 못해서